# 屈默尼茨河
53°9′34″N 12°2′6″E / 53.15944°N 12.03500°E

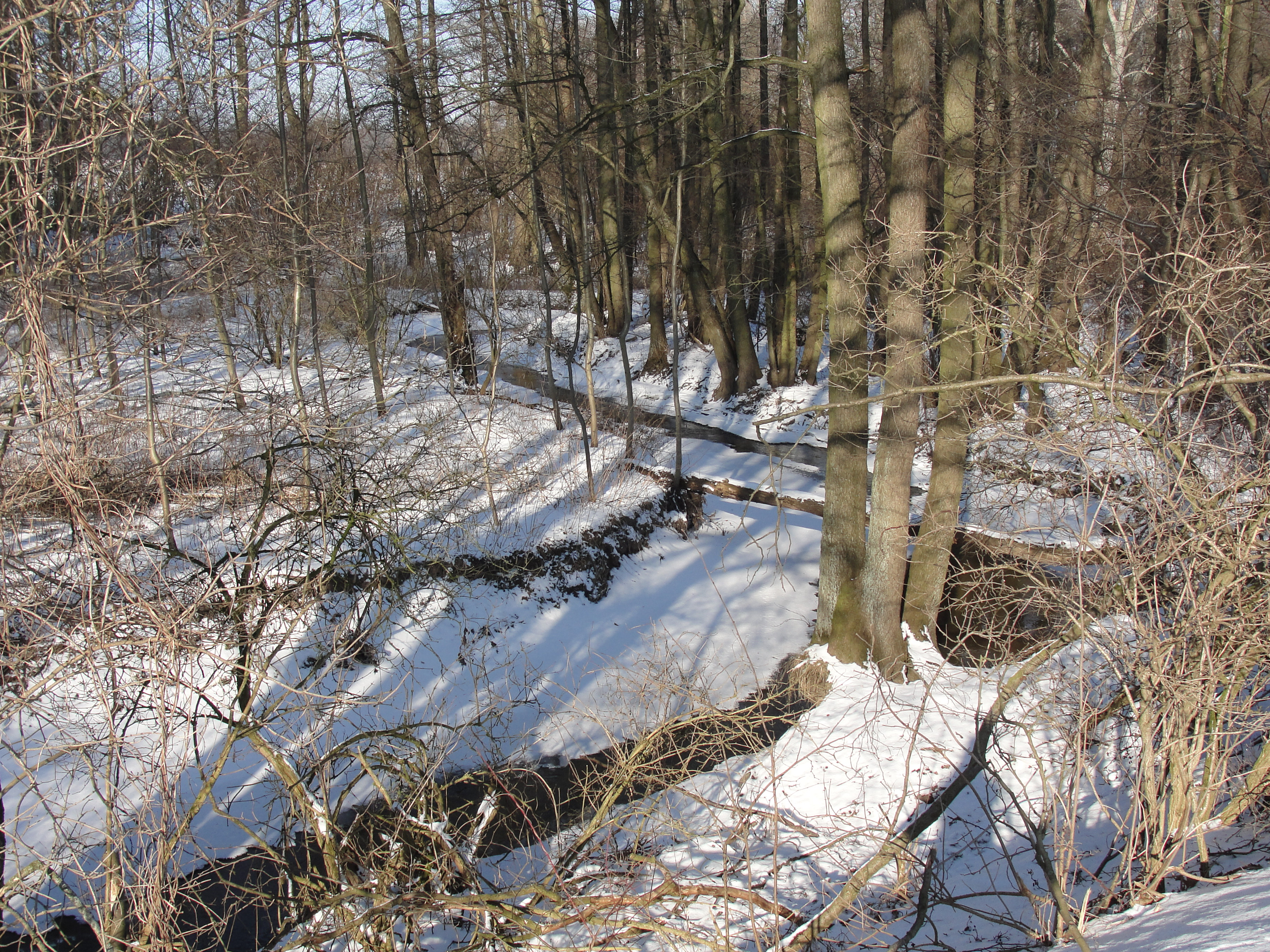
屈默尼茨河

屈默尼茨河（德語：Kümmernitz），是德國勃蘭登堡州的河流，位於該國東北部，屬於德姆尼茨河的右支流，河道全長25公里，發源自邁恩堡以南，河口處在大潘科。